# Nokia 5110
Nokia 5110 este un telefon produs de Nokia care a fost lansat În 1998.
Telefonul are un calculator, ceas cu alarmă și 3 jocuri (Memory, Snake și Logic). Nokia 5110 funcționeză în rețelele GSM 900 MHz. 5130 operează în rețeaua GSM 1800 MHz. 5190 funcționează în rețeaua GSM la 1900 MHz. Nokia 5160/5165 funcționează în spectrul de frecvențe 800/1900 MHz și în serviciul analogic AMPS.